# أرتشارد كوك
أرتشارد كوك هو قاضي وسياسي أمريكي، ولد في 24 مارس 1763 في سالم في الولايات المتحدة، وتوفي في 12 أغسطس 1819 في Wiscasset, Maine ‏ في الولايات المتحدة. نشط حزبياً في الحزب الجمهوري الديمقراطي. وقد انتخب عضو مجلس النواب الأمريكي ‏.